# الکس چمبرز
الکس چمبرز (انگلیسی: Alex Chambers؛ زادهٔ ۲۸ اکتبر ۱۹۷۸) اخترشناس، ورزشکار هنرهای رزمی ترکیبی و کاراته‌کا اهل استرالیا است.